# Dibutylftalaat
Dibutylftalaat of DBP (van de Engelse naam van de stof: dibutyl phthalate) is een organische verbinding uit de groep van de ftalaten (esters van ftaalzuur). Het is een kleurloze tot gele, stroperige vloeistof met een kenmerkende geur. Ze is bijna onoplosbaar in water.

## Synthese
Dibutylftalaat wordt bereid door de reactie van ftaalzuuranhydride met 1-butanol, met geconcentreerd zwavelzuur als katalysator.
Het productievolume van DBP in de Europese Unie is in de loop der jaren verminderd van 49.000 ton per jaar in 1994 naar 37.000 ton in 1997 en 26.000 ton in 1998.

## Toepassingen
Dibutylftalaat is een van de meest gebruikte weekmakers, in de eerste plaats voor pvc (ca. 76% van alle DBP volgens gegevens uit 1997). Daarnaast wordt het ook toegevoegd aan kleefstoffen (14%), drukinkten (7%), en andere toepassingen (3%), vroeger onder meer in cosmetica (nagellak).

## Regelgeving
Dibutylftalaat mag niet aan cosmetica toegevoegd worden in de Europese Unie, omdat de stof wordt beschouwd als toxisch voor de voortplanting. Volgens de Europese regelgeving mogen stoffen die carcinogeen, mutageen of toxisch voor de voortplanting zijn, niet in cosmetica gebruikt worden.
Dibutylftalaat en soortgelijke ftalaten mogen ook niet meer gebruikt worden in speelgoed en producten voor kinderverzorging.

## Toxicologie en veiligheid
Dibutylftalaat is toxisch voor waterorganismen. Bij verbranding komen toxische en irriterende dampen vrij van ftaalzuuranhydride.
De acute toxiciteit van dibutylftalaat is laag, en de stof blijkt niet irriterend of sensitiserend.
Dibutylftalaat wordt ervan verdacht teratogeen en een hormoonverstoorder te zijn; in proeven op ratten en muizen is gebleken dat oraal toegediend dibutylftalaat, vanaf een zekere concentratie effecten kan hebben op de vruchtbaarheid en de ontwikkeling van de foetus. DBP kan via de placenta van de moeder naar de foetus migreren. De stof is mogelijk ook een antiandrogeen. Op basis hiervan is de stof in de Europese Unie ingedeeld in categorie 3 voor effecten op de vruchtbaarheid en in categorie 2 voor effecten op de ontwikkeling. Tevens zijn er beperkingen opgelegd op het gebruik van de stof.